# 福永健雄
福永 健雄（1899年10月10日 - 没年不明）は日本の革新系の政治運動家、農・畜産業者。

## 経歴
小学校卒。農・畜産業に専念する。福永の存在を大ならしむるのは革新派の指導者たることである。革新派理念を広く青年層に呼びかけ且つ指導してきた。その途上に於ける福永の苦闘は言語に絶する。また民生委員をつとめる。

## 人物
趣味は畜産。住所は鳥取県西伯郡伯仙町福万（現米子市福万）。